# Буччикарди, Артуро
Альбе́рто Буччика́рди Ферра́ри (исп. Alberto Buccicardi Ferrari; 11 мая 1914, Ла-Гранха, Сантьяго — 8 декабря 1970) — чилийский футболист и футбольный тренер, возглавлял сборную Чили на чемпионате мира 1950 года.

## Биография

### Карьера игрока
Буччикарди всю футбольную карьеру играл за «Универсидад Католика», в составе которого отыграл семь сезонов, так и не завоевав никаких трофеев. Всего за эту команду он сыграл в чемпионате 118 матчей и в 1945 году Буччикарди завершил карьеру игрока в возрасте 31 года.

### Карьера тренера
В 1949 году Буччикарди возглавил «Универсидад Католика», с которым в том же году завоевал чемпионский титул.
Затем Буччикарди возглавил сборную Чили, с которой работал на чемпионате мира 1950 года. Это был первый чемпионат мира по футболу, который проходил после окончания Второй мировой войны. На турнире сборная Чили попала в группу с Англией, Испанией и США. Матчи со сборными Англией и Испанией завершились поражениями чилийцев со счётом 2:0, а в последнем матче чилийцы со счётом 5:2 обыграли сборную США, но не вышли из группы, заняв третье место.
В последующие годы Буччикарди работал главным тренером «Депортес Ла-Серена» (1956—1957), «Универсидад Католика» (1958—1959) и «Сантьяго Морнинг» (1959).

### Смерть и память
Скончался 8 декабря 1970 года в возрасте 56 лет. В память о нём теннисный корт стадиона «Сан-Карлос де Апокиндо» получил его имя.

## Достижения

### Как главный тренер
«Универсидад Католика»
- Чемпион Чили (1): 1949

«Депортес Ла-Серена»
- Чемпион Примеры B Чили (1): 1959